# Opius leptoclypeus
Opius leptoclypeus är en stekelart som beskrevs av Fischer 1968. Opius leptoclypeus ingår i släktet Opius och familjen bracksteklar. Inga underarter finns listade i Catalogue of Life.